# American Basketball League 1998-1999
La stagione ABL 1998-99 fu la terza della American Basketball League. Parteciparono 9 squadre divise in due gironi.
Rispetto alla stagione precedente si aggiunsero le Chicago Condors e le Nashville Noise. Le Atlanta Glory e le Long Beach Stingrays si sciolsero.
La lega dichiarò fallimento il 22 dicembre 1998, interrompendo il campionato a stagione in corso. Il titolo rimase vacante e non vennero assegnati i premi stagionali.

## Squadre partecipanti
- Chicago Condors
- Colorado Xplosion
- Columbus Quest
- Nashville Noise
- N.E. Blizzard
- Philadelphia Rage
- Portland Power
- San Jose Lasers
- Seattle Reign

## Classifiche

### Eastern Conference
| Squadra              | V  | P  | %    | GB  |
| -------------------- | -- | -- | ---- | --- |
| Columbus Quest       | 11 | 3  | 78,6 | -   |
| Philadelphia Rage    | 9  | 5  | 64,3 | 2   |
| Chicago Condors      | 4  | 8  | 33,3 | 6   |
| Nashville Noise      | 4  | 11 | 26,7 | 7,5 |
| New England Blizzard | 3  | 10 | 23,1 | 7,5 |

### Western Conference
| Squadra           | V | P | %    | GB |
| ----------------- | - | - | ---- | -- |
| Portland Power    | 9 | 4 | 69,2 | -  |
| San Jose Lasers   | 9 | 6 | 60,0 | 1  |
| Seattle Reign     | 8 | 7 | 53,3 | 2  |
| Colorado Xplosion | 5 | 8 | 38,5 | 4  |

## Statistiche
| Categoria             | Giocatore        | Squadra           | Stat |
| --------------------- | ---------------- | ----------------- | ---- |
| Punti per gara        | Teresa Edwards   | Philadelphia Rage | 21,0 |
| Rimbalzi per gara     | Yolanda Griffith | Chicago Condors   | 12,3 |
| Assist per gara       | Andrea Nagy      | Philadelphia Rage | 6,4  |
| Palle rubate per gara | Debbie Black     | Colorado Xplosion | 3,4  |
| Stoppate per gara     | Taj McWilliams   | Philadelphia Rage | 1,5  |